# Tu/Vola vola
Tu/Vola vola è l'ottantanovesimo singolo 45 giri di Peppino di Capri.

## Il disco
La canzone Tu venne presentata al Festival di Napoli 1969 classificandosi quarta. Era stata scritta dal giovanissimo Mimmo Di Francia che in seguito diventerà uno dei maggiori parolieri di fiducia del cantante caprese ed in origine era intitolata Sai ed era in italiano. Per il festival venne tradotta in napoletano e venne firmata dal chitarrista Piero Braggi e dal maestro Gino Mazzocchi in quanto all'epoca Di Francia non era ancora iscritto alla SIAE.
Malgrado il quarto posto alla manifestazione, la canzone all'epoca non ebbe un grande successo. Tuttavia verrà reincisa da Di Capri in un arrangiamento praticamente identico all'originale nell'album Napoli ieri - Napoli oggi - Vol. III. La canzone Vola vola è un brano minore mai più riproposto.
La copertina raffigura il cantante in sala d'incisione in uno scatto in bianco e nero quasi identico a quello utilizzato per l'album statunitense A heart filled with music del 1967.

## Tracce
Lato A
- Tu (testo di Piero Braggi, musica di Giuseppe Faiella)

Lato B
- Vola vola (testo di Giuseppe Faiella, musica di Piero Braggi e Giuseppe Faiella)

## Formazione
- Peppino di Capri - voce, pianoforte
- Piero Braggi - chitarra, cori
- Ettore Falconieri - batteria, percussioni
- Pino Amenta - basso, cori
- Gianfranco Raffaldi - organo, cori